# Симеон Варга
Симеон Варга (на унгарски: Szimeon Varga) е унгарски политик от български произход, постоянен наблюдател от българската малцинствена квота в Националното събрание на Унгария. Член в ръководния състав на Дружеството на българите в Унгария.

## Биография
Симеон Варга е роден на 20 октомври 1971 г. в град Будапеща. Неговата майка е българка. Учи в българо–унгарското средно езиково училище „Христо Ботев“ в Будапеща.
През 2014 г. е избран от българската общност за депутат–застъпник в Националното събрание на Унгария. Тази позиция е записана в Унгарската конституция и се отнася за всички национални малцинства в Унгария. Длъжността му позволява да работи за съхраняването на българския език, съдейства и за културните прояви на българите в Унгария, както и за връзките между правителствата на България и Унгария.